# Graphique en forêt

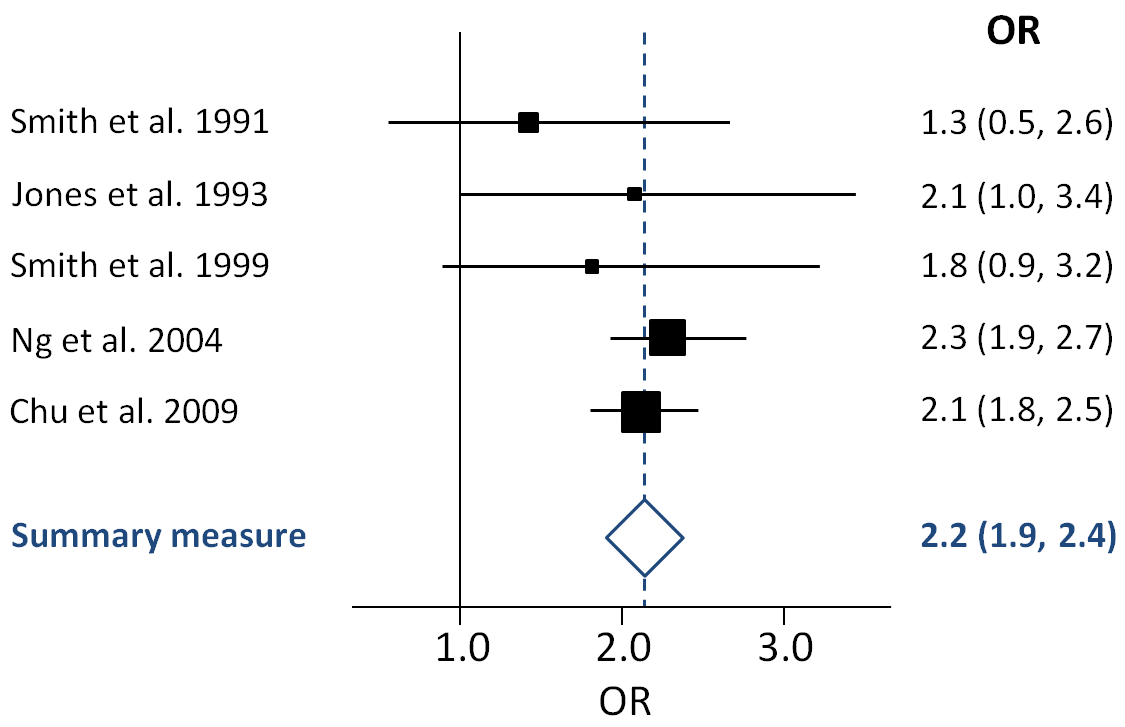
Exemple de forest plot.

Un graphique en forêt, en anglais a forest plot, est une représentation graphique utilisée dans les revues systématiques ou méta-analyses en médecine. Il permet de comparer les résultats issus de différentes études qui abordent la même question. 

## Usages
Il a été développé dans la recherche médicale comme moyen graphique de représentation d'une méta-analyse de résultats d'essais randomisés contrôlés. Dans les 20 dernières années, des techniques de méta-analyse similaires ont été utilisées dans les études observationnelles (par exemple épidémiologie environnementale) et les forest plots ont aussi été utilisés dans ce type d'étude.

## Représentation graphique
Bien que les forest plots puissent prendre différentes formes, ils sont souvent présentés en 2 colonnes. 
- La colonne de gauche liste le nom des études par habitude dans l'ordre chronologique du haut vers le bas.
- La colonne de droite est sous forme d'un point (valeur calculée, par exemple un odds ratio) avec une barre horizontale (son intervalle de confiance à 95 %). L'aire de chaque point est proportionnelle au poids de l'étude dans la méta-analyse. La valeur calculée grâce aux différentes études est souvent représentée par un losange sur une ligne verticale en pointillés. La distance entre les points latéraux du losange représente son intervalle de confiance.
- Une ligne verticale représentant l'absence d'effet est aussi représentée en trait plein. Si un intervalle de confiance d'une étude individuelle croise cette ligne, cela signifie qu'il n'y a pas de différence entre les deux groupes considérés (le traitement n'est pas efficace, la variable mesurée n'est ni un facteur protecteur ni un facteur de risque) Il en est de même pour le résultat de la méta-analyse. Si le losange croise la ligne d'absence d'effet, la méta-analyse elle-même n'a pas trouvé d'effet significatif de la variable étudiée.

## Historique
Les forest plots datent au moins des années 1970. Un graphique est retrouvé dans un livre de 1985 sur les méta-analyses. La première utilisation écrite de forest plot aurait été faite dans un résumé d'un poster à Pittsburgh à la réunion de la société des essais cliniques en 1996. Une recherche sur l'origine de la notion de forest plot a été publiée en 2001. Le nom provient du fait que le diagramme crée une forêt de lignes.
On retrouve parfois l'orthographe « forrest plot », il s'agit d'une blague de Richard Peto qui affirmait que ce nom avait été donné en hommage à Pat Forrest, un chercheur sur le cancer du sein.
La collaboration Cochrane utilise un forest plot comme logo.